# Nemanja Tubić
Nemanja Tubić (Belgrado, 8 aprile 1984) è un ex calciatore serbo, di ruolo difensore.

## Carriera

### Club

#### Čukarički Stankom e i vari prestiti
Dopo aver militato nelle giovanili del Partizan, Tubić ha cominciato la propria carriera professionistica nel Čukarički Stankom. È stato poi ceduto in prestito al Radnički Obrenovac, prima di far ritorno alla base. Rimasto Čukarički Stankom fino al mese di gennaio 2008, è stato poi ceduto nuovamente in prestito, stavolta ai belgi del Genk.
Ha esordito con questa maglia il 10 febbraio, schierato titolare nella sconfitta interna per 1-3 contro il Beerschot. Dopo aver disputato 6 partite nella massima divisione belga, ha fatto ritorno al Čukarički Stankom, dov'è rimasto per altri sei mesi.

#### Karpaty
Nel 2009, Tubić è stato messo sotto contratto dagli ucraini del Karpaty. Ha esordito nella Prem"jer-liha il 1º marzo, schierato titolare nella vittoria interna per 3-0 sullo Čornomorec'. Il 9 maggio 2010 ha realizzato la prima rete nella massima divisione locale, in occasione del pareggio per 2-2 maturato sul campo dell'Illičivec'. Tubić ha militato nelle file del Karpaty per circa due anni e mezzo, totalizzando 50 presenze e una rete nella Prem'er-Liha.

#### Krasnodar
Nel 2011, è passato ai russi del Krasnodar. Il debutto nella Prem'er-Liga è arrivato il 12 marzo, schierato titolare nel pareggio a reti inviolate sul campo dell'Anži. Il 9 aprile successivo ha siglato la prima rete nella massima divisione locale, sancendo il successo per 1-0 sull'Amkar Perm'. Con il resto della squadra ha raggiunto la finale della Kubok Rossii 2013-2014, persa ai calci di rigore contro il Rostov: il serbo non è stato però impiegato nel match. Rimasto al Krasnodar per un triennio, ha totalizzato complessivamente 64 presenze e una rete tra tutte le competizioni.

#### BATĖ Borisov
Ad agosto 2014, Tubić è stato tesserato dai bielorussi del BATĖ Borisov. Ha debuttato nella Vyšėjšaja Liha il 31 agosto, impiegato titolare nella vittoria per 1-2 arrivata sul campo del Neman. Con questa maglia, ha partecipato alla fase a gironi della Champions League 2014-2015, giocando 3 partite. Rimasto in squadra fino al termine dell'anno, ha contribuito alla vittoria finale del campionato.

#### Hajer
Libero da vincoli contrattuali, è stato ingaggiato dai sauditi dell'Hajer, compagine militante nella Saudi Professional League. Ha esordito nella massima divisione locale in data 21 agosto 2015, schierato titolare nel pareggio a reti inviolate maturato sul campo dell'Al-Nassr. È rimasto in squadra fino al mese di dicembre, totalizzando complessivamente 8 presenze con questa casacca, tra campionato e coppa.

#### Haugesund
Il 9 febbraio 2016, i norvegesi dell'Haugesund hanno reso noto sul proprio sito internet d'aver ingaggiato Tubić, che si è legato al nuovo club con un contratto dalla durata annuale. Ha esordito in Eliteserien in data 3 aprile 2016, schierato titolare nella sconfitta per 2-0 maturata sul campo dello Strømsgodset. Ha totalizzato 12 presenze nel corso di questa stagione, che l'Haugesund ha chiuso al 4º posto in classifica. Si è svincolato al termine di quello stesso campionato.

### Nazionale
Tubić ha rappresentato la Serbia a livello Under-21.

## Statistiche

### Presenze e reti nei club
Statistiche aggiornate al 2 ottobre 2020.
| Stagione                 | Club                     | Campionato               | Campionato | Campionato | Coppe nazionali | Coppe nazionali | Coppe nazionali | Coppe continentali | Coppe continentali | Coppe continentali | Supercoppe | Supercoppe | Supercoppe | Totale | Totale |
| Stagione                 | Club                     | Comp                     | Pres       | Reti       | Comp            | Pres            | Reti            | Comp               | Pres               | Reti               | Comp       | Pres       | Reti       | Pres   | Reti   |
| ------------------------ | ------------------------ | ------------------------ | ---------- | ---------- | --------------- | --------------- | --------------- | ------------------ | ------------------ | ------------------ | ---------- | ---------- | ---------- | ------ | ------ |
| 2004-gen. 2005           | Čukarički Stankom        | PL                       | ?          | ?          | CSM             | ?               | ?               | -                  | -                  | -                  | -          | -          | -          | ?      | ?      |
| gen.-giu. 2005           | Radnički Obrenovac       | 1L                       | ?          | ?          | CSM             | -               | -               | -                  | -                  | -                  | -          | -          | -          | ?      | ?      |
| 2005-2006                | Čukarički Stankom        | 1L                       | ?          | ?          | CSM             | ?               | ?               | -                  | -                  | -                  | -          | -          | -          | ?      | ?      |
| 2006-2007                | Čukarički Stankom        | 1L                       | ?          | ?          | CS              | ?               | ?               | -                  | -                  | -                  | -          | -          | -          | ?      | ?      |
| 2007-gen. 2008           | Čukarički Stankom        | SL                       | 13         | 1          | CS              | ?               | ?               | -                  | -                  | -                  | -          | -          | -          | 13+    | 1+     |
| gen.-giu. 2008           | Genk                     | D1                       | 6          | 0          | CB              | 0               | 0               | -                  | -                  | -                  | -          | -          | -          | 6+     | 0+     |
| 2008-gen. 2009           | Čukarički Stankom        | SL                       | 0          | 0          | CS              | ?               | ?               | -                  | -                  | -                  | -          | -          | -          | 0+     | 0+     |
| Totale Čukarički Stankom | Totale Čukarički Stankom | Totale Čukarički Stankom | 13+        | 1+         |                 | ?               | ?               |                    | -                  | -                  |            | -          | -          | 13+    | 1+     |
| gen.-giu. 2009           | Karpaty                  | PL                       | 13         | 0          | CU              | ?               | ?               | -                  | -                  | -                  | -          | -          | -          | 13+    | 0+     |
| 2009-2010                | Karpaty                  | PL                       | 23         | 1          | CU              | ?               | ?               | -                  | -                  | -                  | -          | -          | -          | 23+    | 1+     |
| 2010-2011                | Karpaty                  | PL                       | 14         | 0          | CU              | 2               | 0               | UEL                | 10                 | 0                  | -          | -          | -          | 26     | 0      |
| Totale Karpaty           | Totale Karpaty           | Totale Karpaty           | 50         | 1          |                 | 2+              | 0+              |                    | 10                 | 0                  |            | -          | -          | 62+    | 1+     |
| 2011-2012                | Krasnodar                | PL                       | 35         | 1          | CR              | 2               | 0               | -                  | -                  | -                  | -          | -          | -          | 37     | 1      |
| 2012-2013                | Krasnodar                | PL                       | 16         | 0          | CR              | 1               | 0               | -                  | -                  | -                  | -          | -          | -          | 17     | 0      |
| 2013-2014                | Krasnodar                | PL                       | 9          | 0          | CR              | 1               | 0               | -                  | -                  | -                  | -          | -          | -          | 10     | 0      |
| Totale Krasnodar         | Totale Krasnodar         | Totale Krasnodar         | 60         | 1          |                 | 4               | 0               |                    | -                  | -                  |            | -          | -          | 64     | 1      |
| ago.-dic. 2014           | BATĖ Borisov             | VL                       | 9          | 0          | CB              | 1               | 0               | UCL                | 3                  | 0                  | -          | -          | -          | 13     | 0      |
| lug.-dic. 2015           | Hajer                    | PL                       | 7          | 0          | CAS             | 1               | 0               | -                  | -                  | -                  | -          | -          | -          | 8      | 0      |
| 2016                     | Haugesund                | ES                       | 12         | 0          | CN              | 0               | 0               | -                  | -                  | -                  | -          | -          | -          | 12     | 0      |
| gen.-giu. 2017           | Napredak Kruševac        | SL                       | 14         | 1          | CS              | 0               | 0               | -                  | -                  | -                  | -          | -          | -          | 14     | 1      |
| lug.-ago. 2017           | Napredak Kruševac        | SL                       | 3          | 0          | CS              | 0               | 0               | -                  | -                  | -                  | -          | -          | -          | 3      | 0      |
| Totale Napredak Kruševac | Totale Napredak Kruševac | Totale Napredak Kruševac | 17         | 1          |                 | 0               | 0               |                    | -                  | -                  |            | -          | -          | 17     | 1      |
| feb.-giu. 2018           | SKA-Chabarovsk           | PL                       | 3          | 0          | CR              | -               | -               | -                  | -                  | -                  | -          | -          | -          | 2      | 0      |
| Totale                   | Totale                   | Totale                   | 177+       | 4+         |                 | 8+              | 0+              |                    | 13                 | 0                  |            | -          | -          | 198+   | 4+     |

## Palmarès

### Competizioni nazionali
- Campionato bielorusso: 1

BATĖ Borisov: 2014